# Хелене (фильм)
Хелене (фин. Helene) — финский исторический драматический фильм, снятый режиссером Антти Йокиненом, премьера которого состоялась в 2020 году. Главные роли в фильме исполняют Лаура Бирн, Йоханнес Холопайнен, Криста Косонен, Пиркко Сайсио, Ээро Ахо, Яркко Лахти и Саана Койвисто. Картина рассказывает историю художницы Хелены Шерфбек (Бирн) и основана на одноименном романе Ракель Лиху, получившем премию Рунеберга. Сценарий был написан Антти Йокиненым и Марко Лейно.
Премьера кинофильма «Хелена» состоялась 17 января 2020 года. В течение трёх недель это был самый кассовый фильм в Финляндии, который собрал сто тысяч зрителей менее чем за две недели с момента премьеры.